# Scymnus papago
Scymnus papago är en skalbaggsart som beskrevs av Thomas Casey 1899. Scymnus papago ingår i släktet Scymnus och familjen nyckelpigor. Inga underarter finns listade i Catalogue of Life.